# Ostrov (Ústí nad Orlicí)
Ostrov é uma comuna checa localizada na região de Pardubice, distrito de Ústí nad Orlicí.